# Inercja gospodarki
Inercja gospodarki – odporność gospodarki na zakłócenia ze strony czynników zarówno zewnętrznych jak i wewnętrznych.
W sferze realnej i regulacyjnej zjawisk i procesów społeczno-gospodarczych inercja zachodzi w skali  mikro-, mezo- i makroekonomicznej. Występuje zależność: im większy układ, tym większa inercja. Szczególnie duża inercja dotyczy układów przestrzenno-osadniczych.
Inercja gospodarki występuje częściej w obliczu działań człowieka zmierzających do przyśpieszenia aniżeli do opóźniania oczekiwanych zmian. Objawia się to tym, że zastosowanie odpowiednich instrumentów i środków nie przynosi skutków od razu, są one opóźnione w czasie. Bezwładność zwiększa się wraz ze skracaniem się czasu w jakim miałyby dokonać się przewidywane zmiany.

## Pomiar inercji
Ze względu na duże zróżnicowanie czynników kształtujących poziom i rodzaj inercji, trudno jest je jednoznacznie nazwać i wymienić. Stąd wynikają próby pomiaru inercji, która wyraża się w sferze realnej, w konkretnych zmianach w gospodarce i jej strukturze oraz wybranych wielkościach makroekonomicznych. Do pomiaru inercji  często postuluje się wykorzystanie amplitudy dochodu narodowego pozostającego w kraju oraz dynamiki stopy bezrobocia, gdyż te elementy są  podstawowymi celami polityki gospodarczej.
Miernikiem inercji rynku pracy jest czas poszukiwania pracy. Zasoby ludzkie zaangażowane w gospodarce są czynnikiem mocno warunkującym poziom dochodu narodowego. Jeśli więc uzna się teorię naturalnej stopy bezrobocia za słuszną, jej poziom można uznać za poziom inercji zasobów pracy. Obniżenie stopy bezrobocia pośrednio wskazuje na ożywienie gospodarcze i jednocześnie oznacza ograniczenie inercji gospodarczej.
Gdy wzrost wskaźników określających inercję zbiega się w czasie z pogorszeniem się koniunktury, konieczne jest zastosowanie mocniejszych instrumentów polityki gospodarczej. 

## Literatura
"Polityka gospodarcza. Studia i przyczynki", pod red. Naukową Jerzego Tarajkowskiego, Oficyna Wydawnicza Garmond, Poznań 2005